# Piatra Destinului

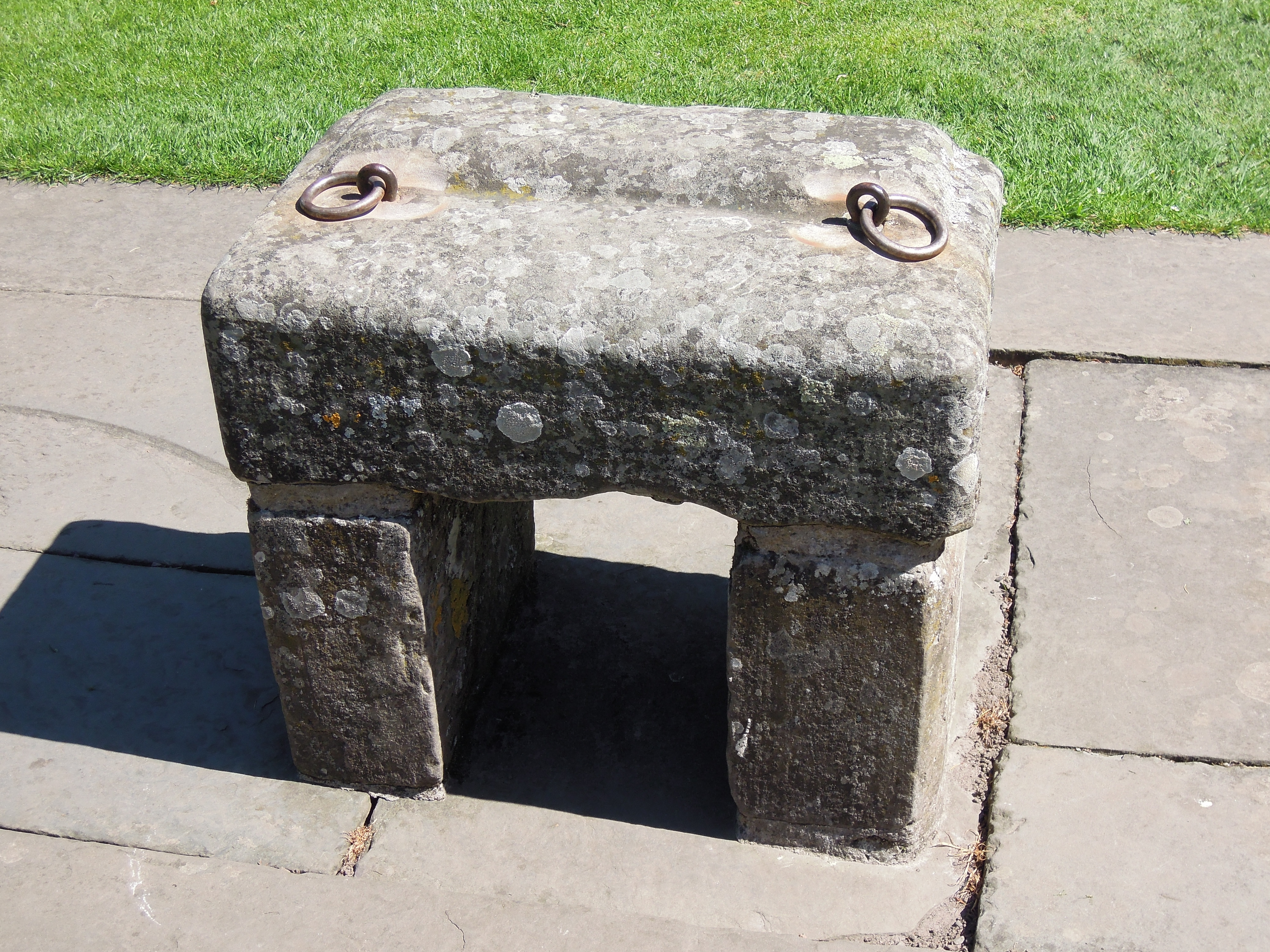
Replica Pietrei Scone, Palatul Scone

Piatra Scone cunoscută și ca Piatra Destinului și deseori menționată în Anglia ca "Piatra Coroanei" - este un bloc alungit din gresie roșie, folosit de secole la încoronarea monarhilor din Scoția, iar mai târziu  pentru monarhii din Anglia și cei ai Regatului Unit. Din punct de vedere istoric, artefactul a fost păstrat la mănăstirea Scone din Scone, în apropiere de Perth, Scoția. Este, de asemenea, cunoscută sub numele de Jacob's Pillow Stone și Piatra Tànaiste sau clach-na-cinneamhain  Dimensiunea sa este de aproximativ 660 mm x  cu 425 mm  x 267 mm  și greutatea sa este de aproximativ 152 kg. O cruce a fost incizată pe o suprafață, iar un inel de fier se află la fiecare capăt pentru transport. Piatra Scone a fost folosită ultima dată în 1953 pentru încoronarea reginei Elisabeta al II-lea a Regatului Unit al Marii Britanii și Irlandei de Nord. 